# Cereus ingens
Cereus ingens es una especie de planta suculenta perteneciente al género Cereus, dentro de la familia Cactaceae. Es endémica de Brasil (concretamente de los estados brasileños de Bahía y Minas Gerais) y es la especie más grande del género.

## Descripción
Cereus ingens es una especie de cactus que crece en forma de árbol, con tallos verticales que se ramifican desde cerca de la base y que pueden alcanzar alturas de hasta 15 m. Los tallos son cilíndricos, segmentados y con la epidermis de color verde azulado.   
Presenta costillas estrechas y altas, donde las plantas jóvenes tienen pocas y suelen ser espirales. Sobre ellas se asientan areolas con pocas espinas. 
Las flores son grandes y de color blanco. Los frutos son redondos, de color verde amarillento y con semillas en su interior bastante grandes.

## Distribución y hábitat
El área de distribución nativa de esta especie es Brasil (concretamente de los estados brasileños de Bahía y Minas Gerais) y crece principalmente en el bioma tropical estacionalmente seco. 

## Taxonomía
Cereus ingens fue descrita por los botánico Nigel Paul Taylor y Marlon C. Machado, y publicada en la revista científica Taxon 72: 1326 en el año 2023.
Etimología
- Cereus: nombre genérico que deriva del término latíno cereus (que se traduce como 'vela' o 'cirio'), haciendo alusión a su forma alargada perfectamente recta.[3]
- ingens: epíteto específico latino que significa 'enorme', haciendo referencia a su enorme tamaño.[4]

## Usos
Se cultiva principalmente como planta ornamental y su propagación se realiza a través de esquejes o semillas.